# Coppa del mondo di mountain bike 1995
La Coppa del mondo di mountain bike 1995 organizzata dall'Unione Ciclistica Internazionale (UCI) e supportata da Grundig si disputò per su due discipline: cross country (10 tappe) e downhill (6 tappe). Per la prima volta, le finali non si sono svolte nella stessa località.

## Cross country
| Data              | Luogo             | Vincitore           | Vincitrice   |
| ----------------- | ----------------- | ------------------- | ------------ |
| ?                 | Cairns            | Rune Høydahl        | Juli Furtado |
| ?                 | Madrid            | Rune Høydahl        | Juli Furtado |
| ?                 | Houffalize        | Rune Høydahl        | Paola Pezzo  |
| ?                 | Budapest          | Jan Erik Ostergaard | Paola Pezzo  |
| ?                 | Vail              | Thomas Frischknecht | Juli Furtado |
| ?                 | Mount Snow        | Rune Høydahl        | Juli Furtado |
| ?                 | Mont-Sainte-Anne  | Rune Høydahl        | Juli Furtado |
| ?                 | Mammoth Lakes     | Thomas Frischknecht | Juli Furtado |
| ?                 | Plymouth          | Jan Erik Ostergaard | Alison Sydor |
| ?                 | Roma              | Luca Bramati        | Silvia Fürst |
| Classifica finale | Classifica finale | Thomas Frischknecht | Juli Furtado |

## Downhill
| Data              | Luogo             | Vincitore        | Vincitrice      |
| ----------------- | ----------------- | ---------------- | --------------- |
| ?                 | Cap-d'Ail         | Nicolas Vouilloz | Missy Giove     |
| ?                 | Åre               | Bruno Zanchi     | Missy Giove     |
| ?                 | Mount Snow        | Todd Tanner      | Kim Sonier      |
| ?                 | Mont-Sainte-Anne  | Franck Roman     | Nolvenn Le Caër |
| ?                 | Big Bear          | Mike King        | Elke Brutsaert  |
| ?                 | Kaprun            | Myles Rockwell   | Regina Stiefl   |
| Classifica finale | Classifica finale | Nicolas Vouilloz | Regina Stiefl   |